# مادر مرموز
مادر مرموز (انگلیسی: Secret Mother؛‏ کره‌ای: 시크릿 마더) یک مجموعه تلویزیونی محصول کره جنوبی سال ۲۰۱۸ با بازی سونگ یون آه، کیم سو یون، کیم ته وو و سونگ جه ریم است. این مجموعه از ۱۲ مه تا ۷ ژوئیه ۲۰۱۸، به صورت چهار قسمت متوالی در شنبه‌ها از ساعت ۲۰:۵۵ تا ۲۳:۱۵ (کی‌اس‌تی) از اس‌بی‌اس پخش شد.

## بازیگران

### اصلی
- سونگ یون آه در نقش کیم یون جین
- کیم سو یون در نقش کیم اون یونگ (لیسا کیم)
- کیم ته وو در نقش هان جه یول[۵]
- سونگ جه ریم در نقش ها جونگ وان[۶]